# Метод случайного леса
Метод случайного леса (англ. random forest) — алгоритм машинного обучения, предложенный Лео Брейманом и Адель Катлер, заключающийся в использовании ансамбля решающих деревьев. Алгоритм сочетает в себе две основные идеи: метод бэггинга Бреймана и метод случайных подпространств, предложенный Тин Кам Хо. Алгоритм применяется для задач классификации, регрессии и кластеризации. Основная идея заключается в использовании большого ансамбля решающих деревьев, каждое из которых само по себе даёт очень невысокое качество классификации, но за счёт их большого количества результат получается хорошим.

## Алгоритм обучения классификатора
Пусть обучающая выборка состоит из N образцов, размерность пространства признаков равна M,
и задан параметр m (в задачах классификации обычно {\displaystyle m\approx {\sqrt {M}}}) как неполное количество признаков для обучения.
Наиболее распространённый способ построения деревьев ансамбля — бэггинг (англ. bagging, сокращение от англ. bootstrap aggregation) — производится следующим образом:
1. Сгенерируем случайную повторную подвыборку размером {\displaystyle N} из обучающей выборки. Некоторые образцы попадут в неё два или более раза, тогда как в среднем {\displaystyle N(1-1/N)^{N}} (при больших {\displaystyle N} примерно {\displaystyle N/e}, где {\displaystyle e} — основание натурального логарифма) образцов оказываются не вошедшими в набор или неотобранными (англ. out-of-bag).
2. Построим решающее дерево, классифицирующее образцы данной подвыборки, причём в ходе создания очередного узла дерева будем выбирать набор признаков, на основе которых производится разбиение (не из всех M признаков, а лишь из m случайно выбранных). Выбор наилучшего из этих m признаков может осуществляться различными способами. В оригинальном методе Бреймана используется критерий Джини, применяющийся также в алгоритме построения решающих деревьев CART. В некоторых реализациях алгоритма вместо него используется критерий прироста информации[3] (критерий энтропии информации).
3. Дерево строится до полного исчерпания подвыборки и не подвергается процедуре прунинга (англ. pruning[англ.] — отсечение ветвей), в отличие от решающих деревьев алгоритмов вроде CART или C4.5.

Классификация объектов проводится путём голосования: каждое дерево комитета относит классифицируемый объект к одному из классов, а побеждает класс, за который проголосовало наибольшее число деревьев.
Оптимальное число деревьев подбирается таким образом, чтобы минимизировать ошибку классификатора на тестовой выборке. В случае её отсутствия, минимизируется оценка ошибки на не вошедших в набор образцах.

## Оценка важности переменных
Случайные леса, получаемые описанными выше методами, могут быть естественным образом использованы для оценки важности переменных в задачах регрессии и классификации. Следующий способ такой оценки был описан Брейманом.
Первый шаг в оценке важности переменной в тренировочном наборе {\displaystyle {\mathcal {D}}_{n}=\{(X_{i},Y_{i})\}_{i=1}^{n}} — тренировка случайного леса на этом наборе. Во время процесса построения модели для каждого элемента тренировочного набора записывается так называемая ошибка неотобранных элементов (англ. out-of-bag error). Затем для каждой сущности такая ошибка усредняется по всему случайному лесу.
Для того, чтобы оценить важность {\displaystyle j}-го параметра после тренировки, значения {\displaystyle j}-го параметра перемешиваются для всех записей тренировочного набора и ошибка неотобранных элементов вычисляется снова. Важность параметра оценивается путём усреднения по всем деревьям разности показателей ошибок неотобранных элементов до и после перемешивания значений. При этом значения таких ошибок нормализуются на стандартное отклонение.
Параметры выборки, которые дают бо́льшие значения, считаются более важными для тренировочного набора. Метод имеет потенциальный недостаток — для категориальных переменных с большим количеством значений метод склонен считать такие переменные более важными. Частичное перемешивание значений в этом случае может снижать влияние этого эффекта. Из групп коррелирующих параметров, важность которых оказывается одинаковой, выбираются меньшие по численности группы.

## Достоинства
- Способность эффективно обрабатывать данные с большим числом признаков и классов.
- Нечувствительность к масштабированию (и вообще к любым монотонным преобразованиям) значений признаков.
- Одинаково хорошо обрабатываются как непрерывные, так и дискретные признаки. Существуют методы построения деревьев по данным с пропущенными значениями признаков.
- Существуют методы оценивания значимости отдельных признаков в модели.
- Внутренняя оценка способности модели к обобщению (тест по неотобранным образцам).
- Высокая параллелизуемость и масштабируемость.

## Недостатки
- Большой размер получающихся моделей. Требуется {\displaystyle O(K)} памяти для хранения модели, где {\displaystyle K} — число деревьев.

## Использование в научных работах
Алгоритм используется в научных работах, например, для оценки качества статей Википедии.